# Asdrubale I
Asdrubale I (... – 510 a.C.) è stato un generale e re di Cartagine.

## Biografia e regno
Asdrubale I era figlio di Magone.
Asdrubale sconfisse una rivolta dei Libi e ristabilì il pagamento del tributo annuale.
Respinse il tentativo del re spartano Dorieo di stabilire una colonia a Leptis Magna dopo tre anni. Dorieo fu poi ucciso ad Eryx durante un nuovo tentativo di colonizzazione questa volta nella Sicilia occidentale.
Fu eletto re per undici volte e ricevette il trionfo per quattro volte, unico generale cartaginese in tutta la storia.
Egli governò per circa venti anni, dal 530 a.C. circa al 510 a.C. circa. Il suo successore fu il fratello Amilcare I.
Assieme ad Amilcare I guidò un esercito in Sardegna (525 a.C.) e qui venne ferito in battaglia e morì.